# 羅德弘
羅德弘（1991年4月8日—），英文名 Evan Luo，出生於美國馬里蘭州，臺灣男演員、模特兒。
畢業於國立臺北藝術大學戲劇系、現就讀國立臺北藝術大學劇場藝術創作系研究所。

## 簡歷
- 12歲至美國求學，畢業於 Thomas Sprigg Wootton High School （页面存档备份，存于）
- 大學就讀北藝大戲劇系，現就讀北藝大劇場藝術創作研究所，主修劇本創作。
- 2015年參與《糖化老爸》的微電影演出，飾演阿正
- 2019年參與第一部長篇電影《女優，摔吧！》演出
- 2020年，首部編劇作品《幸福選擇題五部曲—迷你鳥》於網路平台GagaOOLala播出
- 2021年出演WeTV網路劇《We Best Love 永遠的第一名》及《第二名的逆襲》兩部作品
- 2022發佈首支單曲《The Stones Aren't So Cold》
- 本人說過他不能喝牛奶，因為對牛奶過敏

## 戲劇作品

### 學生電影
| 學年 | 學校   | 片名          |
| 99   | 台藝大 | The Lock      |
| 100  | 台藝大 | Who's Calling |

### 電影短片/微電影
| 年份 | 片名     | 導演   |
| 2015 | 糖化老爸 | 曾馨瑩 |

### 編劇
| 年份 | 平台       | 片名   |
| 2020 | GagaOOLala | 迷你鳥 |

### 電視劇/網路劇
- 《We Best Love》 飾:劉秉偉

### 電影
- 《女優，摔吧！》 飾:太空男

### 舞台劇
- 十二怒漢

## 廣告
- 《AxE：背水一戰》對峙篇

- 壯遊短片

## 雜誌
| 年份 | 雜誌名           | 月份/期數  | 內容                  |
| 2019 | PAPPER           |            |                       |
| 2020 | men's uno TAIWAN | 五月/249期 | 《LOVE, HOPE, FAITH》 |

## 活動
- 2018 實踐服裝設計-實驗組畢展 《斯文敗類》"A decent piece of shit!"
- 2019 March 實踐大三服秀

## 外部連結
- 羅德弘的Facebook專頁
- 羅德弘的Instagram帳戶
- 羅德弘的新浪微博